# Myrowe (obwód dniepropetrowski)
Myrowe (ukr. Мирове) – osiedle na Ukrainie, w obwodzie dniepropetrowskim, w rejonie nikopolskim, siedziba hromady. W 2001 liczyło 1028 mieszkańców, spośród których 939 wskazało jako ojczysty język ukraiński, 89 rosyjski, a 9 mołdawski.